# Пониззя Тилігульського лиману
Пони́ззя Тилігу́льського лима́ну — орнітологічний заказник місцевого значення в Україні. Розташований на території Березанського району Миколаївської області, у межах Коблівської сільської ради.
Площа — 120 га. Статус надано згідно з рішенням Миколаївської обласної ради спочатку 20.121976 року № 668, згодом № 448 від 23.10.1984 року задля збереження орнітофауни регіону.
Заказник розташований на схід від села Коблеве, на узбережжі Чорного моря. У 1995 році увійшов до складу Тилігульського регіонального ландшафтного парку.
Територія заповідного об'єкта слугує для збереження та охорони приблизно 300 видів птахів, з яких 26 видів занесені в Червону книгу України і 3 види (баклан малий — гніздиться; орлан-білохвіст — перелітний, який зимує; казарка червоновола — перелітний) — в Європейський червоний список.